# Iô
Pour les articles homonymes, voir Io.

Iô est une revue française de poésie fondée en 1951 par André Malartre.

## Historique
La revue fut fondée à Domfront en 1951 par André Malartre qui dirigea la première série de 1951 à 1957, avec André Marissel et André Miguel. La revue porte le nom d'Io, fille du dieu fleuve Inachos bien qu'André Malartre explique ce choix ainsi : « pour réagir contre la mode d'un dolorisme et d'un pessimisme apocalyptiques, nous avons pris ce nom Iô, qui n'est ni celui d'une planète, ni celui de la fille d'Inachos, mais un cri de joie cher aux Grecs et à Ronsard. » À partir de 1958, les éditions Paragraphes de l'imprimeur-éditeur José Millas-Martin.publièrent une deuxième série, dirigée par Jean Dubacq, accompagné de Serge Wellens et Serge Brindeau. Cette deuxième série dura dix ans et cessa la publication en 1968. À partir de novembre 1989, André Malartre reprit le titre "iô" pour éditer un fanzine mensuel de poésie qu'il intitula "io - le bibelot", un cahier mensuel de format de 7,5 x 10,5 dont chaque livraison publiait le travail d'un poète qu'accompagnait le plus souvent un plasticien. Cette publication cessera en 1995 au décès d'André Malartre.

## Auteurs publiés
Iô publia de nombreux poètes connus ou inconnus comme René Char, Marc Alyn, André Miguel, Edmond Humeau, Roger Siméon, Michel Manoll, André Verdet, Gaston Puel, Jean Breton, Oleg Ibrahimoff, Claude Roy, Jean-Michel Hornus, Jean Rousselot, Claire-Lise Charbonnier, Frédérick Tristan, Léopold Sédar Senghor (n°15, mai 1954), Guillevic, Jean Follain, André Laude, Marcel Béalu.